# Chloroclystis griseorufa
Chloroclystis griseorufa är en fjärilsart som beskrevs av George Francis Hampson 1898. Chloroclystis griseorufa ingår i släktet Chloroclystis och familjen mätare. Inga underarter finns listade i Catalogue of Life.